# Gedson Fernandes
Gedson Carvalho Fernandes (São Tomé, 9 gennaio 1999) è un calciatore portoghese, centrocampista dello Spartak Mosca.

## Caratteristiche tecniche
Centrocampista centrale, nell'estate del 2019 è stato indicato dalla UEFA come uno dei 50 giovani più promettenti per la stagione 2019-2020.

## Carriera

### Club
Inizia la sua carriera da calciatore al Frielas nel 2008. Un anno dopo viene prelevato dal Benfica, con cui esordisce nella seconda l'11 febbraio 2017 nel match vinto 4-2 contro il Desportivo Aves. Debutta in prima squadra il 7 agosto 2018 nei preliminari di Champions League contro il Fenerbahçe (gara vinta 1-0). Una settimana dopo nel match di ritorno marca la rete che permette al Benfica di passare il turno sui turchi (la partita termina 1-1). Il 1º settembre 2018, dopo essere stato aggiunto in pianta stabile alla prima squadra, rinnova il suo contratto per altri cinque anni.
Il 15 gennaio 2020 viene ceduto in prestito al Tottenham per 18 mesi, con opzione per l'acquisto a titolo definitivo. Il suo debutto in Premier League avviene nell'incontro contro il Watford terminato 0-0.

### Nazionale
Nel 2017 ha partecipato con la nazionale Under-20 portoghese al mondiale di categoria.
Il 6 settembre 2018 disputa la sua prima gara in nazionale maggiore il 6 settembre 2018 in amichevole contro la Croazia.

## Statistiche

### Presenze e reti nei club
Statistiche aggiornate al 31 luglio 2025.
| Stagione         | Squadra          | Campionato       | Campionato | Campionato | Coppe nazionali | Coppe nazionali | Coppe nazionali | Coppe continentali | Coppe continentali | Coppe continentali | Altre coppe | Altre coppe | Altre coppe | Totale | Totale |
| Stagione         | Squadra          | Comp             | Pres       | Reti       | Comp            | Pres            | Reti            | Comp               | Pres               | Reti               | Comp        | Pres        | Reti        | Pres   | Reti   |
| ---------------- | ---------------- | ---------------- | ---------- | ---------- | --------------- | --------------- | --------------- | ------------------ | ------------------ | ------------------ | ----------- | ----------- | ----------- | ------ | ------ |
| 2016-2017        | Benfica B        | SL               | 9          | 0          | -               | -               | -               | -                  | -                  | -                  | -           | -           | -           | 9      | 0      |
| 2017-2018        | Benfica B        | SL               | 31         | 5          | -               | -               | -               | -                  | -                  | -                  | -           | -           | -           | 31     | 5      |
| Totale Benfica B | Totale Benfica B | Totale Benfica B | 40         | 5          |                 | -               | -               |                    | -                  | -                  |             | -           | -           | 40     | 5      |
| 2018-2019        | Benfica          | PL               | 22         | 0          | CP+CdL          | 3+4             | 1+0             | UCL+UEL            | 10+6               | 2+0                | -           | -           | -           | 45     | 3      |
| 2019-gen. 2020   | Benfica          | PL               | 7          | 0          | CP+CdL          | 0+0             | 0               | UCL                | 2                  | 0                  |             | -           | -           | 9      | 0      |
| gen.-giu. 2020   | Tottenham        | PL               | 7          | 0          | FACup+CdL       | 3+0             | 0               | UCL                | 2                  | 0                  | -           | -           | -           | 12     | 0      |
| 2020-gen. 2021   | Tottenham        | PL               | 0          | 0          | FACup+CdL       | 1+1             | 0               | UEL                | 0                  | 0                  | -           | -           | -           | 2      | 0      |
| Totale Tottenham | Totale Tottenham | Totale Tottenham | 7          | 0          |                 | 5               | 0               |                    | 2                  | 0                  |             | -           | -           | 14     | 0      |
| gen.-giu. 2021   | Galatasaray      | SL               | 17         | 0          | TK              | 1               | 1               | UEL                | 0                  | 0                  | -           | -           | -           | 18     | 1      |
| 2021-gen. 2022   | Benfica          | PL               | 3          | 0          | CP+CdL          | 1+0             | 0+0             | UCL                | 0                  | 0                  | -           | -           | -           | 4      | 0      |
| Totale Benfica   | Totale Benfica   | Totale Benfica   | 32         | 0          |                 | 8               | 1               |                    | 18                 | 2                  |             | -           | -           | 58     | 3      |
| gen.-giu. 2022   | Çaykur Rizespor  | SL               | 11         | 3          | TK              | 0               | 0               | -                  | -                  | -                  | -           | -           | -           | 11     | 3      |
| 2022-2023        | Beşiktaş         | SL               | 33         | 3          | TK              | 3               | 0               | -                  | -                  | -                  | -           | -           | -           | 36     | 3      |
| 2023-2024        | Beşiktaş         | SL               | 29         | 3          | TK              | 6               | 0               | UECL               | 10                 | 0                  | -           | -           | -           | 45     | 3      |
| 2024-2025        | Beşiktaş         | SL               | 34         | 7          | TK              | 4               | 0               | UEL                | 10                 | 5                  | ST          | 1           | 0           | 23     | 8      |
| lug. 2025        | Beşiktaş         | SL               | 0          | 0          | TK              | 0               | 0               | UEL                | 1                  | 0                  | -           | -           | -           | 1      | 0      |
| Totale Besiktas  | Totale Besiktas  | Totale Besiktas  | 96         | 13         |                 | 13              | 0               |                    | 21                 | 5                  |             | 1           | 0           | 131    | 18     |
| 2025-2026        | Spartak Mosca    | PL               | -          | -          | KR              | -               | -               | -                  | -                  | -                  | -           | -           | -           | -      | -      |
| Totale carriera  | Totale carriera  | Totale carriera  | 203        | 21         |                 | 27              | 2               |                    | 41                 | 7                  |             | 1           | 0           | 272    | 30     |

### Cronologia presenze e reti in nazionale
| Cronologia completa delle presenze e delle reti in nazionale ― Portogallo | Cronologia completa delle presenze e delle reti in nazionale ― Portogallo | Cronologia completa delle presenze e delle reti in nazionale ― Portogallo | Cronologia completa delle presenze e delle reti in nazionale ― Portogallo | Cronologia completa delle presenze e delle reti in nazionale ― Portogallo | Cronologia completa delle presenze e delle reti in nazionale ― Portogallo | Cronologia completa delle presenze e delle reti in nazionale ― Portogallo | Cronologia completa delle presenze e delle reti in nazionale ― Portogallo |
| Data                                                                      | Città                                                                     | In casa                                                                   | Risultato                                                                 | Ospiti                                                                    | Competizione                                                              | Reti                                                                      | Note                                                                      |
| ------------------------------------------------------------------------- | ------------------------------------------------------------------------- | ------------------------------------------------------------------------- | ------------------------------------------------------------------------- | ------------------------------------------------------------------------- | ------------------------------------------------------------------------- | ------------------------------------------------------------------------- | ------------------------------------------------------------------------- |
| 6-9-2018                                                                  | Lisbona                                                                   | Portogallo                                                                | 1 – 1                                                                     | Croazia                                                                   | Amichevole                                                                | -                                                                         | 89’                                                                       |
| 14-10-2018                                                                | Londra                                                                    | Scozia                                                                    | 1 – 3                                                                     | Portogallo                                                                | Amichevole                                                                | -                                                                         | 67’                                                                       |
| Totale                                                                    |                                                                           | Presenze                                                                  | 2                                                                         |                                                                           | Reti                                                                      | 0                                                                         |                                                                           |

## Palmarès

### Club
- Campionato portoghese: 1

Benfica: 2018-2019
- Supercoppa di Portogallo: 1

Benfica: 2019
- Coppa di Turchia: 1

Beşiktaş: 2023-2024
- Supercoppa di Turchia: 1

Beşiktaş: 2024

### Nazionale
- Campionato d'Europa Under-17: 1

2016